# Кастел Болонезе
Кастѐл Болонѐзе (на италиански: Castel Bolognese, на местен диалект Castèl Bulgnes, Кастел Булънез) е малък град и община в Северна Италия, провинция Равена, регион Емилия-Романя. Разположен е на 42 m надморска височина. Населението на града е 9532 души (към 2011 г.).